# Cremna meleagris
Cremna meleagris är en fjärilsart som beskrevs av Carl Heinrich Hopffer 1874. Cremna meleagris ingår i släktet Cremna och familjen Riodinidae. Inga underarter finns listade i Catalogue of Life.